# Poiana Frății, Cluj
Poiana Frății este un sat în comuna Frata din județul Cluj, Transilvania, România.